# Huỳnh đàn lá dày
Dysoxylum pachyphyllum  là cây loại nhỏ thuộc Họ Xoan, đặc hữu ở Đảo Lord Howe. Cây mọc khắp nơi trên đảo và cao khoảng 15 mét.